# 勃艮第公爵宫
47°19′18″N 5°2′30″E / 47.32167°N 5.04167°E
勃艮第公爵宫（palais des ducs et des États de Bourgogne）是法国城市第戎一组保存非常完好的建筑群。最古老的部分是14和15世纪哥特式公爵宫及勃艮第公爵驻地，巴尔庭院的公爵御膳房，好人菲利普塔（可以俯瞰整个城市）和巴尔庭院。不过今天可以看到的大部分建筑，是建于17世纪，特别是18世纪，为古典主义风格。这座大楼还是勃艮第议会所在地。最后，在1802年拆毁的圣礼拜堂宫遗址所在的圣礼拜堂广场，在19世纪增建了美术馆。今天公爵宫内设有市政厅和美术馆。

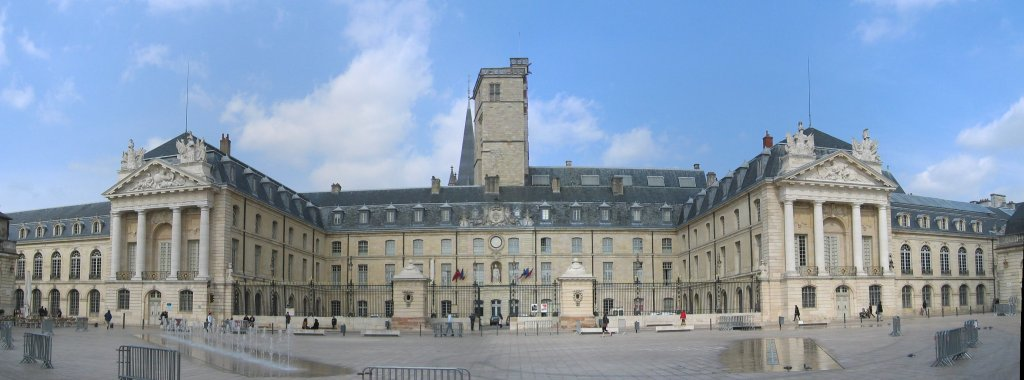
勃艮第公爵宫